# Benifairó de les Valls
|  | No s'ha de confondre amb Benifairó de la Valldigna, municipi de la Safor.. |

Benifairó de les Valls és un municipi del País Valencià situat a la comarca del Camp de Morvedre.
Limita amb Quartell, Quart de les Valls, Faura i Sagunt.

## Geografia
Pertany a la subcomarca de la Vall de Segó; té un terme de superfície muntanyosa per l'oest i plana per l'est. Les altures principals pertanyen a les muntanyes de Romeu i són: la Rodana (194 m), l'Eixeve (339 m) i la Creu (346 m). Drena el terme el barranc de la Rodana. El poble està situat en terreny pla, formant un sol nucli urbà amb la vila de Faura.
Té un clima mediterrani; el vent més freqüent és el de llevant, que porta les pluges, generalment a la tardor i primavera.
En les terres no conreades hi ha pins, romaní i coscolla.

## Història
Amb més de mil nou-cents habitants, Benifairó és la segona localitat en importància de les valls, precedida de Faura amb més de tres mil habitants. Té una superfície de 4,30 quilòmetres quadrats i es troba a 43 m d'altitud. El seu origen es deu a la formació de diverses alqueries. El nom de Benifairó no figura en el registre de donacions reals, el Llibre del Repartiment. Segons consta en documentació, Bernat Vives de Canyamàs va rebre terres donades per Jaume I en 1248, que estaven formades per alqueries; una d'elles era Benibolaix, possiblement l'actual Benifairó. Tal vegada és un cas únic de supervivència el del llinatge Vives de Canyamàs, que encara conserva la casa-palau i que mai va perdre la jurisdicció sobre eixes terres.
En 1609 la vila comptava amb 19 cases de moriscs, que eren els que van quedar després de l'expulsió de 1591. Durant la segona guerra carlista va ser visitada la vila pels exèrcits en pugna.
En 1884 passà a formar part del municipi de Vila de la Unió junt amb Faura. A primeries del segle XX ambdós municipis tornaren a separar-se.

## Demografia
| 1990  | 1992  | 1994  | 1996  | 1998  | 2000  | 2002  | 2004  | 2005  | 2007  | 2012  |
| ----- | ----- | ----- | ----- | ----- | ----- | ----- | ----- | ----- | ----- | ----- |
| 1.978 | 1.978 | 2.010 | 1.978 | 1.966 | 1.954 | 1.915 | 1.907 | 1.905 | 2.011 | 2.236 |

## Economia
L'economia de Benifairó està basada essencialment en l'agricultura, dedicada quasi completament al monocultiu del taronger. La seua riquesa agropecuària, i la més recent indústria de transformació de cítrics, li han donat prosperitat econòmica.

## Política i govern

### Composició de la Corporació Municipal
El Ple de l'ajuntament està format per 11 regidors. En les eleccions municipals de 26 de maig de 2019 foren elegits 6 regidors del Partit Socialista del País Valencià (PSPV-PSOE), 3 del Partit Popular (PP) i 2 de Junts per Benifairó (ERPV-Compromís).
| Eleccions municipals de 26 de maig de 2019 - Benifairó de les Valls                                                              |                                          |                                     |                                       |        |          |          |
| Candidatura | Candidatura                              | Candidatura                         | Cap de llista                         | Vots   | Vots     | Regidors |
| | Partit Socialista del País Valencià-PSOE |                                     | Antonio Enrique Sanfrancisco Meseguer | 645    | 53,66%   | 6 ()     |
| | Partit Popular                           |                                     | María José Peiró Garcés               | 337    | 28,37%   | 3 (-1)   |
| | Junts per Benifairó-ERPV-Compromís       |                                     | Adela Alba Albiol                     | 206    | 17,14%   | 2 (+1)   |
| | Vots en blanc                            |                                     |                                       | 14     | 1,16%    |          |
| Total vots vàlids i regidors | Total vots vàlids i regidors             | Total vots vàlids i regidors        | Total vots vàlids i regidors          | 1.202  | 100 %    | 11       |
| | Vots nuls                                | Vots nuls                           | Vots nuls                             | 20     | 1,64%    |          |
| Participació (vots vàlids més nuls)                                                                                              | Participació (vots vàlids més nuls)      | Participació (vots vàlids més nuls) | Participació (vots vàlids més nuls)   | 1.222  | 69,83%** |          |
| Abstenció | Abstenció                                | Abstenció                           | Abstenció                             | 528*   | 30,17%** |          |
| Total cens electoral | Total cens electoral                     | Total cens electoral                | Total cens electoral                  | 1.750* | 100 %**  |          |
| Alcalde: Antonio Enrique Sanfrancisco Meseguer (PSPV) (15/06/2019) Per majoria absoluta dels vots dels regidors (6 vots de PSPV) |                                          |                                     |                                       |        |          |          |
| Fonts: JEC, JEZ Sagunt, M. Interior, Periòdic Ara. (* No són vots sinó electors. ** Percentatge respecte del cens electoral.)    |                                          |                                     |                                       |        |          |          |

### Alcaldes
Des de 2011 l'alcalde de Benifairó de les Valls és Antonio Enrique Sanfrancisco Meseguer de PSPV.
| Període                       | Alcalde o alcaldessa             | Partit polític | Data de possessió | Observacions |
| ----------------------------- | -------------------------------- | -------------- | ----------------- | ------------ |
| 1979–1983                     | Carmen Gimeno Soler              | UCD            | 19/04/1979        | --           |
| 1983–1987                     | David Chordá Pitarch             | PSPV-PSOE      | 28/05/1983        | --           |
| 1987–1991                     | David Chordá Pitarch             | PSPV-PSOE      | 30/06/1987        | --           |
| 1991–1995                     | David Chordá Pitarch             | PSPV-PSOE      | 15/06/1991        | --           |
| 1995–1999                     | David Chordá Pitarch             | PSPV-PSOE      | 17/06/1995        | --           |
| 1999–2003                     | María Vicenta Llanes Pérez       | PSPV-PSOE      | 03/07/1999        | --           |
| 2003–2007                     | María Vicenta Llanes Pérez       | PSPV-PSOE      | 14/06/2003        | --           |
| 2007–2011                     | María Vicenta Llanes Pérez       | PSPV-PSOE      | 16/06/2007        | --           |
| 2011–2015                     | Antonio E. Sanfrancisco Meseguer | PSPV-PSOE      | 11/06/2011        | --           |
| 2015–2019                     | Antonio E. Sanfrancisco Meseguer | PSPV-PSOE      | 13/06/2015        | --           |
| 2019-2023                     | Antonio E. Sanfrancisco Meseguer | PSPV-PSOE      | 15/06/2019        | --           |
| Des de 2023                   | n/d                              | n/d            | 17/06/2023        | --           |
| Fonts: Generalitat Valenciana |                                  |                |                   |              |

## Monuments
- Casa Palau dels Vives. Primeries del segle xvii. Actualment en estat ruïnós i en fase de restauració.
- Església de Sant Gil Abat. El temple és d'estil barroc aragonès del segle xviii.
- Ermita de la Mare de Déu del Bon Succés. Segles XVII-XVIII.

## Festes i celebracions
Les festes majors se celebren la primera setmana de setembre; inclouen bous al carrer, cavalcades, balls i calderes populars. La fira de mostres, el primer cap de setmana de setembre, reunix moltes empreses i artesans de la comarca.

## Personatges il·lustres
Són oriünds de Benifairó personalitats com ara:
- Alonso Sánchez Coello (Benifairó de les Valls, 1531 - Madrid, 1588): pintor de cambra de Felip II.
- Julián Gorkin (Benifairó de les Valls, 1902 - París, 1987): polític comuniste.
- Vicent Garcés i Queralt (Benifairó de les Valls, 1906 - València, 1984): compositor.
- Joan Garcés i Queralt (Benifairó de les Valls, 1914 - Faura, 2014): compositor i director d'orquestra.
- Ricard Balanzá Martínez (1989): artiste faller.

A Benifairó es troba també la casa on va viure l'escriptor Lluís Guarner i Pérez, promotor de les Normes de Castelló, la qual és admirada sobretot pel seu jardí espaiós i ben cuidat.